# Windows フォト ギャラリー
Windows フォト ギャラリー（ウィンドウズ フォト ギャラリー）とは、Microsoft Windowsで動作する、画像の表示および管理用クライアントアプリケーションである。
Microsoft アカウントを使用したサービスも利用可能となっている。マイクロソフトによるWindows Liveの一環として、「Windows Live フォト ギャラリー」という名称で提供されていた時期もあった。

## 概要
Windows フォト ギャラリーは、主にデジタル写真画像の管理と編集を行うソフトであり、特徴として XMP のタグを利用したローカル画像の管理や、Windows Live Spaces へ簡単に投稿できることなどが挙げられる。
この製品は、Windows 画像と FAX ビューア、Microsoft RAW Image Thumbnailer and Viewer、Windows フォト ストーリーの後継ソフトと位置づけられている。Windows Vistaには「Windows フォト ギャラリー」として付属していたが、Windows 7以降は標準でバンドルされなくなり、別途Windows Live Essentials (Windows Essentials) をインストールする必要があった。なおWindows Live Essentials 2011からWindows XPは動作環境から除外され、Windows Vista SP2以降が必要となった。最終バージョンとなるWindows Essentials 2012はWindows 7/Windows 8をサポートするが、Windows 8.1およびWindows 10は正式サポートされていない。

## 機能
Windows フォト ギャラリーは以下の機能を持っている。
- デジタルカメラおよびスキャナーからの画像取り込みが可能
- Windows Live Spaces への投稿機能（2009まで）
- XMPのタグおよびファイルによる画像ファイルの整理が可能
- 画像に複数タグをつけることでの画像検索容易化
- 写真の編集加工機能
- スライドショー機能

## 関連ソフトウェアの経緯
- Microsoft Officeの付属ソフトウェアとしてその使用権保有者に提供
  - Microsoft Photo Editor - Microsoft Office XPまで付属。
  - Microsoft Office Picture Manager - Microsoft Office 2003、2007および2010まで付属。Office 2013 以降は付属しなったが、別途に、無償公開されていたSharePoint Designer 2010をダウンロードし、スタンドアロンアプリとしてインストールすることで利用可能だった。

- Microsoft WindowsのOSの使用権保有者に提供
  - Windows 画像と FAX ビューア（通称：Windows Photo Viewer） - Windows XPのOSシステムにdllファイルとして組み込まれて動作。独立したexeファイルは存在しない。
  - Windows フォト ギャラリー - Windows Vistaで置き換えられた。
  - Windows Live Essentials (Windows Essentials) - Windows 7, 8で、初期インストール状態ではバンドルされなくなり、別途、Windows Updateを介してインストールできる特典扱いの独立したソフトウェアとなった。Windows 8.1には公式には非対応。
  - フォト（Microsoft Photos） - Windows 10 に標準搭載され、ストアでも無償配布されているメトロアプリ（ Universal Windows Platform app; (UWP) ）。写真だけでなく動画編集や、それらの自動分類も可能。マイクロソフトは公式に「Picture Manager の後継[2]」であると発表している。